# Elxleben (powiat Ilm)
Elxleben – miejscowość i gmina w Niemczech, w kraju związkowym Turyngia, w powiecie Ilm, wchodzi w skład wspólnoty administracyjnej Riechheimer Berg.